# Сулейман I
Сулейма́н I Великоле́пный (Кануни́; осман. سليمان اول‎ / Süleymân-ı evvel, тур. Birinci Süleyman, Kanuni Sultan Süleyman; 6 ноября 1494, Трабзон, Османская империя — в ночь с 6 на 7 сентября 1566, возле Сегетвара, Османская Венгрия) — султан Османской империи (1520—1566), и халиф с 1538 года. Сын Селима I. В Европе его чаще всего называют Сулейманом Великолепным, в мусульманском мире — Сулейманом Кануни.
Сулейман считается величайшим султаном из династии Османов; при нём Оттоманская Порта достигла апогея своего развития. При Сулеймане І Османская империя существенно расширила свои территории в Европе, на Ближнем Востоке и в Средиземноморье, а также достигла вершины культурного, литературного и архитектурного развития.

## Биография

### Молодые годы
Сулейман I родился в Трабзоне, в качестве даты его рождения в различных источниках указываются разные даты, в основном называются две: 6 ноября 1494 года и 27 апреля 1495 года. На табличке, расположенной у места захоронения, указана первая дата. Его отцом был султан Селим I; мать, Хафса-султан, по одной из версий была дочерью крымского хана Менгли I Гирея.
До 1512 года Сулейман был бейлербеем в Каффе. На момент смерти отца в 1520 году Сулейман был наместником в Манисе (Магнесия). В возрасте 26 лет стал султаном. Кардинал Уолси говорил о нём послу Венеции при дворе короля Генриха VIII Тюдора: «Этому султану Сулейману двадцать шесть лет, он не лишён и здравого смысла; следует опасаться, что он будет действовать так же, как его отец».

## Правление

### Политика, внешние войны
Своё правление Сулейман I начал с того, что отпустил на свободу несколько сотен египетских пленников из знатных семей, содержавшихся Селимом в цепях. Европейцы радовались его воцарению, но они не учли, что Сулейман не меньше своего отца любил завоевания. Первоначально он дружил с венецианцами, и Венеция без страха смотрела на его приготовления к войнам с Венгрией и Родосом.
Сулейман I послал к королю Венгрии и Чехии Лайошу (Людовику) II посла с требованием дани. Король был молод, неопытен и шёл на поводу у магнатов, которые гордо отвергли притязания турок и бросили в темницу их посла (по другим сведениям — убили), что стало поводом для начала войны.
В 1521 году войска Сулеймана взяли сильную крепость Шабац на Дунае и осадили Белград. Гарнизон Белграда долго сопротивлялся; последние оставшиеся в живых 400 сдались и были уничтожены турками. В 1522 году Сулейман высадил большое войско на Родос, 25 декабря главная цитадель рыцарей-иоаннитов капитулировала. Хотя турки понесли огромные потери, Родос и близлежащие острова стали владениями Порты. В 1524 году турецкий флот, вышедший из Джидды, разгромил португальцев в Красном море, которое было таким образом временно очищено от европейцев. В 1525 году корсар Хайреддин Барбаросса, ставший вассалом турок ещё шесть лет назад, окончательно утвердился в Алжире; с этого времени алжирский флот становится ударной силой Османской империи в морских войнах.

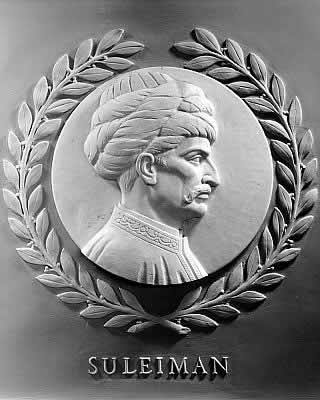
Барельеф Сулеймана I на Капитолии

В 1526 году Сулейман отправил в поход против Венгрии 100-тысячную армию; 29 августа 1526 года в битве при Мохаче турки наголову разбили и почти полностью уничтожили армию Лайоша II, сам король утонул в болоте во время бегства. Венгрия была опустошена, десятки тысяч её жителей турки увели в рабство. Чехию от подобной участи спасло подчинение австрийской династии Габсбургов: с этого времени начались затяжные войны между Австрией и Турцией, полем битвы которых почти всё время была Венгрия. В 1527—1528 годах турки завоевали Боснию, Герцеговину и Славонию, в 1528 году вассалом Сулеймана признал себя правитель Трансильвании — Янош I Запольяи, претендент на венгерский трон. Под предлогом защиты его прав в августе 1529 года Сулейман взял столицу Венгрии Буду, изгнав из неё австрийцев, а в сентябре того же года во главе 120-тысячной армии осадил Вену, передовые турецкие отряды вторглись в Баварию. Ожесточённое сопротивление имперских войск, а также эпидемии среди осаждавших и нехватка продовольствия вынудили султана снять осаду и отойти на Балканы. На обратном пути Сулейман разорил множество городов и крепостей, уведя тысячи пленных. Новая Австро-турецкая война 1532—1533 годов ограничилась осадой турками пограничной крепости Кёсег, её ожесточенная оборона сорвала планы Сулеймана, намеревавшегося снова осадить Вену. По миру Австрия признала господство Турции над восточной и центральной Венгрией и обязалась платить ежегодную дань в 30 тысяч дукатов. Сулейман больше не предпринимал походов на Вену, тем более что в этой войне ему противостояли не только австрийцы, но и испанцы: братом эрцгерцога Фердинанда I Австрийского, короля Богемии и Венгрии был король Испании и император Священной Римской империи Карл V Габсбург. Однако могущество Сулеймана было так велико, что он с успехом вёл наступательную войну против коалиции самых сильных стран христианской Европы.

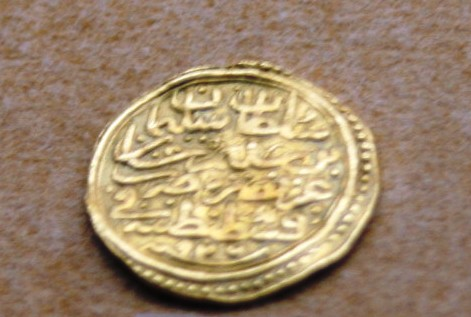
Монета, отчеканенная при Сулеймане I. Археологический музей Стамбула

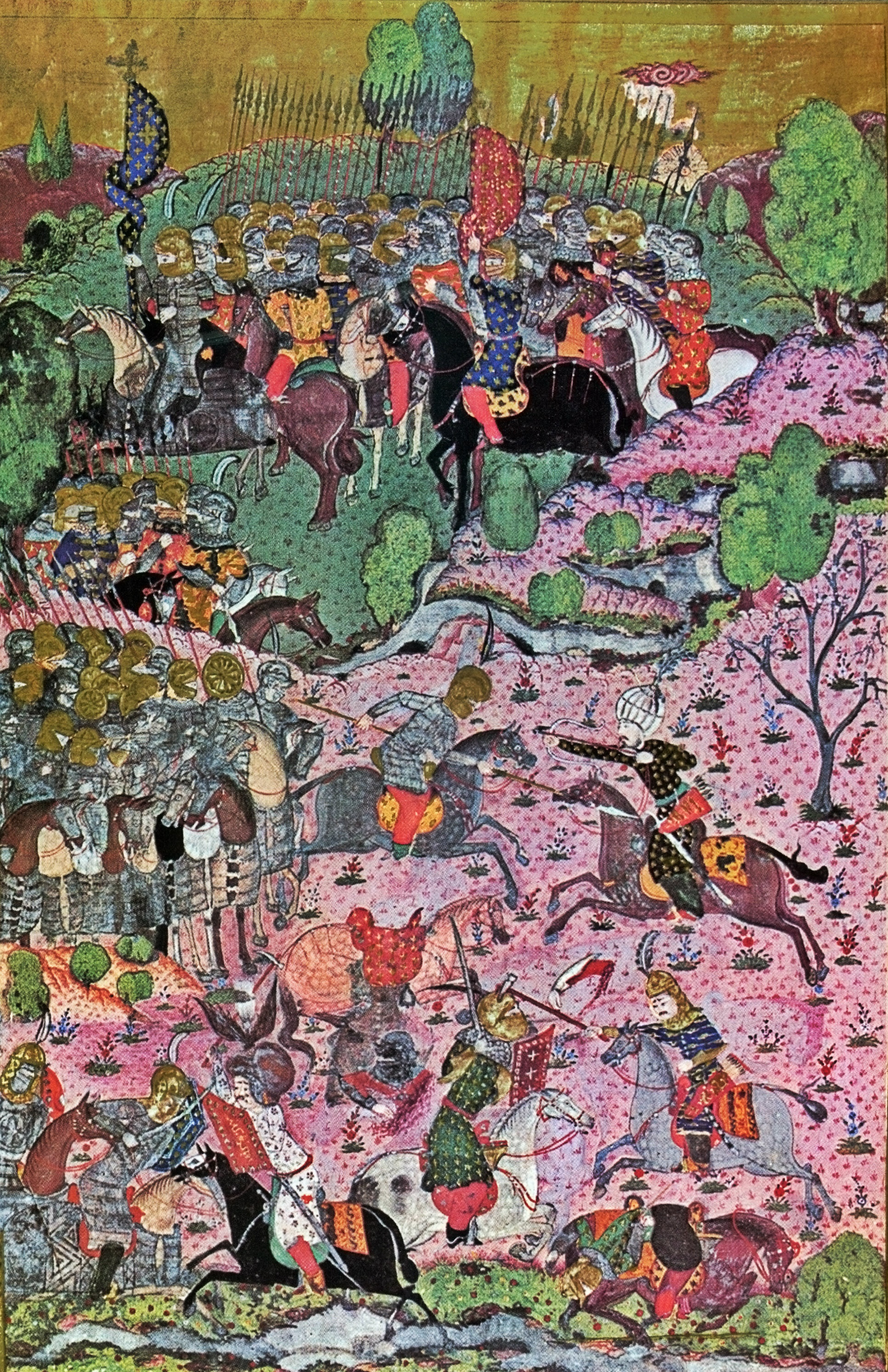
Битва при Мохаче 1526 года

В 1533 году Сулейман возобновил войну с Сефевидским государством (1533—1555 года), которым правил шах Тахмасп I. Воспользовавшись походом сефевидских войск против узбеков Бухарского ханства, которые захватили хорасанские владения Сефевидов, султан в 1533 году вторгся в Иранский Азербайджан, где на его сторону перешёл эмир племени текелу — Улама, который сдал туркам столицу Сефевидов Тебриз. В сентябре 1534 года Сулейман с главными силами турок вступил в Тебриз, затем соединился с войсками великого визиря Ибрагима-паши Паргалы, и в октябре их объединённые силы двинулись на юг к Багдаду. В ноябре 1534 года Сулейман I вступил в Багдад. Ему подчинились правители Басры, Хузистана, Луристана, Бахрейна и других княжеств на южном берегу Персидского залива (окончательно Басра была завоёвана турками в 1546 году). В 1535 году Тахмасиб вынужден был снять осаду с Вана и направился в Азербайджан. Две армии сошлись лицом к лицу в окрестностях города Дарджазина (вблизи Хамадана), и сефевидские кызылбаши одержали впечатляющую победу. Испытывавший перенапряжение сил и недостаток снабжения Сулейман I предпринял отступление главной армии в Анатолию, отрядив Мухаммед Пашу и Синан Пашу замедлить возможное преследование со стороны Сефевидов. Эти войска были уничтожены эмирами Тахмасиба Гази Ханом Зулькадаром и Будак Ханом Каджаром, и Османы были вынуждены уступить почти все земли, завоёванные ими в предыдущем году.
В 1533 году Хайреддин Барбаросса был назначен капудан-пашой — командующим османским флотом. В 1534 году он завоевал Тунис, но в 1535 году сам Тунис был оккупирован испанцами, которые таким образом вбили клин между турецкими владениями в Африке. Зато в 1536 году Сулейман I заключил тайный союз с французским королём Франциском I Валуа, уже много лет боровшимся с Карлом V за господство над Италией. Алжирские корсары получили возможность базироваться в портах на юге Франции. В 1537 году алжирцы развернули войну против христиан на Средиземном море, Хайреддин ограбил остров Корфу, атаковал побережье Апулии, угрожал Неаполю.

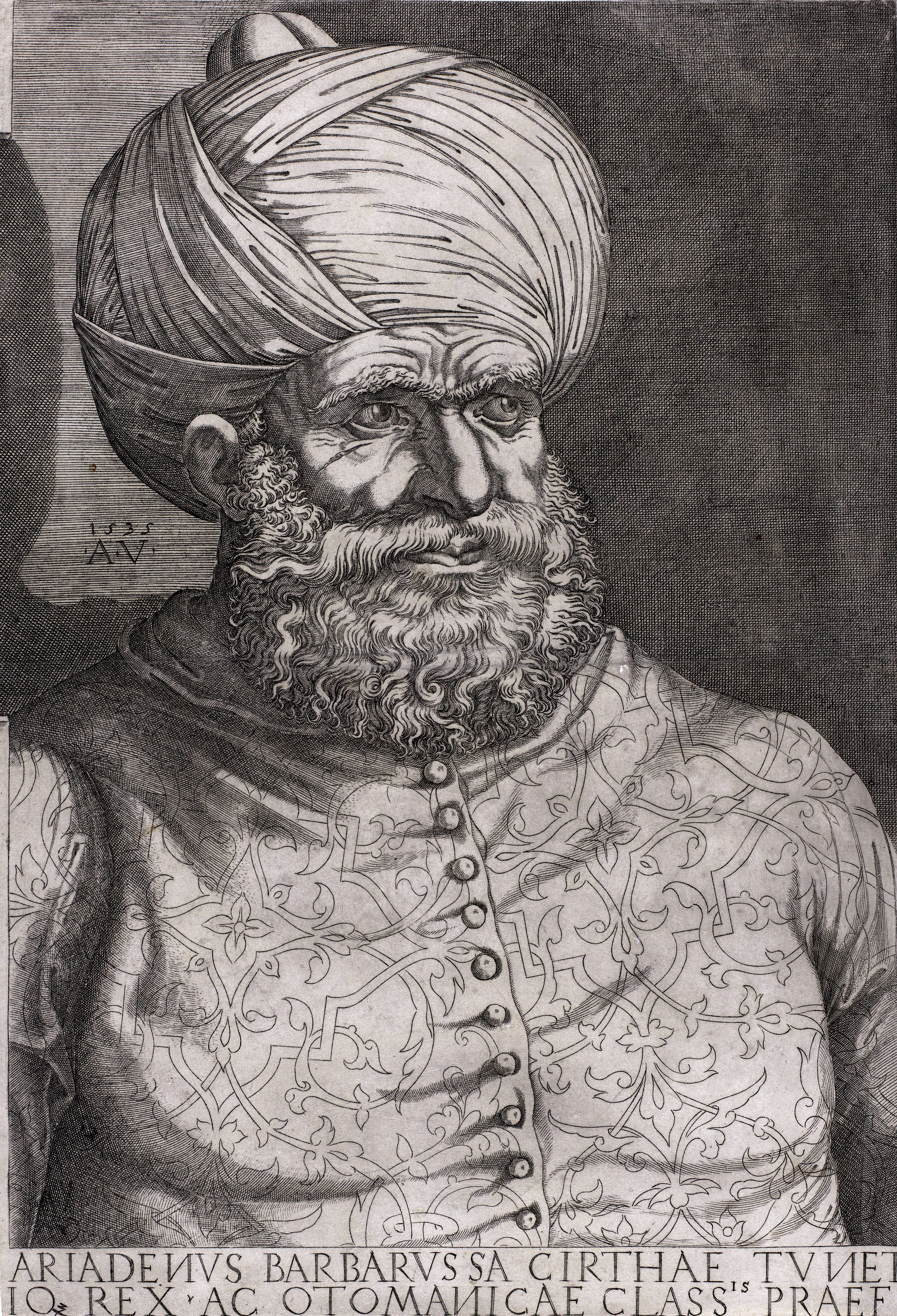
Капудан-паша Хайреддин Барбаросса

В 1538 году Венеция напала на Турцию в союзе с испанцами и папой римским, но Хайреддин опустошил принадлежавшие Венеции острова Эгейского моря, покорил Занте, Эгину, Чериго, Андрос, Парос, Наксос. 28 сентября 1538 года лучший адмирал императора — Андреа Дориа — был разгромлен османским флотом у Превезы. В том же году Сулейман I вторгся в Молдавское княжество и подчинил его, присоединив непосредственно к турецким владениям низовья Днестра и Прута.
В 1538 году турки предприняли большой морской поход в Южную Аравию и Индию. 13 июня османский флот вышел из Суэца, 3 августа турки прибыли в Аден, местный правитель Амир устроил им торжественный приём, но был повешен на мачте, город взят и разграблен. Захватив Аден, турки приплыли к берегам Гуджарата, осадили португальский город Диу, который безуспешно пытались взять. Индийские мусульмане помогали осаждающим, крепость уже была готова сдаться, когда разнёсся слух о приближении португальской эскадры; гуджаратцы заключили мир с португальцами и вероломно перебили осаждавших город турок. Таким образом, попытка султана изгнать европейцев из Индийского океана потерпела неудачу, но в сухопутной войне его полководцы и вассалы одерживали победу за победой. По миру, заключённому с Венецией 20 октября 1540 года, султан заставил её уступить все острова, уже захваченные Хайраддином, а также два города в Морее, ещё оставшиеся у неё — Наполи ди Романо и Мальвазию; Венеция также уплатила контрибуцию в 30 тысяч дукатов. Господство на Средиземном море закрепилось за турками вплоть до сражения при Лепанто, где они потерпели сокрушительное поражение. Затем Сулейман возобновил войну с Австрией (1540—1547) В 1541 году турки взяли Буду, в 1543 году — Эстергом, старую столицу Венгрии, в 1544 году — Вишеград, Ноград, Хатван. По Адрианопольскому миру 19 июня 1547 года Австрия продолжала платить дань Турции; в центральных районах Венгрии был создан отдельный пашалык, а Трансильвания стала вассалом Османской империи, подобно Валахии и Молдавии.

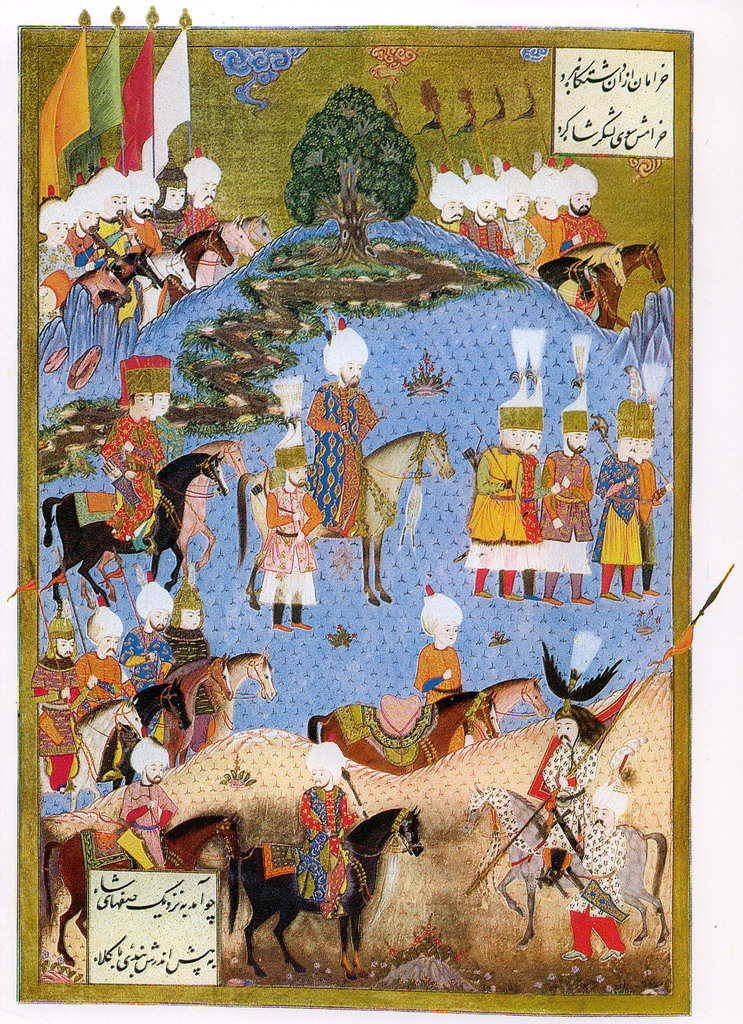
Миниатюра, изображающая Сулеймана Великолепного с армией в походе на Нахичевань (лето 1554 года)

Заключив мир на западе, Сулейман вновь развернул наступление на востоке: в 1548 году турки в четвёртый раз взяли Тебриз (неспособность удержать свою столицу заставила шаха Тахмаспа перенести резиденцию в Казвин), проникли до Кашана и Кума, захватили Исфахан. В 1552 году они взяли Ереван. В 1554 году султан Сулейман I овладел Нахичеванью. В мае 1555 года Сефевидское государство было вынуждено заключить Мир в Амасье, по которому признало переход к Турции Ирака и Юго-Восточной Анатолии (бывшие северо-западные владения государства Ак-Коюнлу); взамен турки уступили Сефевидам большую часть Закавказья, но Западная Грузия (Имерети) также вошла в состав Османской империи.
Франция под давлением общественного мнения христианской Европы вынуждена была разорвать союз с Османами, однако фактически в правление Сулеймана I Франция и Турция по-прежнему блокировались против Испании и Австрии. В 1541 году Хайраддин Барбаросса отразил большой поход испанцев против Алжира, в 1543 году турецкий флот помогал французам во взятии Ниццы, а в 1553 году — в завоевании Корсики.
Отношения Турции с Россией при Сулеймане были напряжёнными. Главной причиной была постоянная вражда Московского государства и Крымского ханства, входящего в состав Османской империи. Вассальную зависимость от Сулеймана в разное время признавали казанские (Сафа-Гирей в 1524 году) и даже сибирские ханы. Казанское и Сибирское ханства надеялись получить от турок дипломатическую и даже военную помощь, но ввиду большой удалённости от Стамбула эти надежды были беспочвенны. Турки эпизодически принимали участие в походах крымцев на Московское царство (в 1541 году — на Москву, в 1552 и 1555 годах — на Тулу, в 1556 году — на Астрахань). В свою очередь в 1556—1561 годах литовский князь Дмитрий Вишневецкий вместе с Данилой Адашевым совершал набеги на Очаков, Перекоп и побережье Крыма, в 1559—1560 годах неудачно пытался взять крепость Азов.

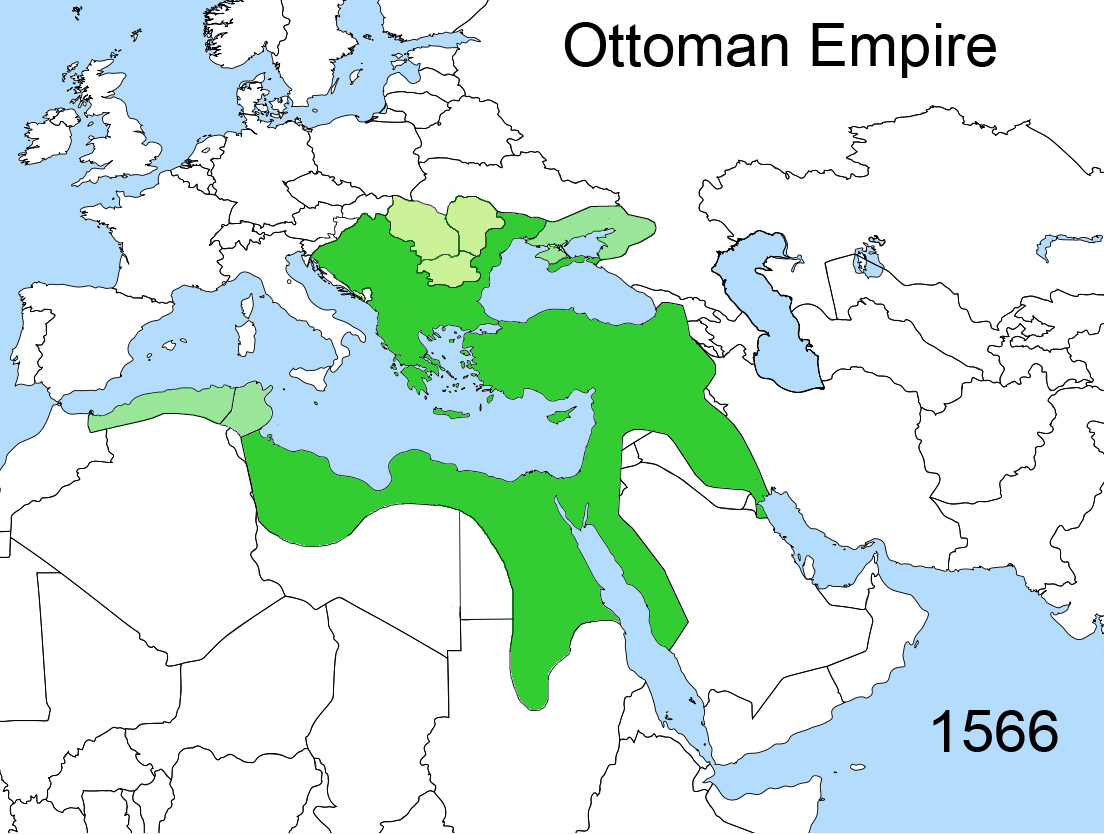
Османская империя в последний год царствования Сулеймана I

В 1550 году турки отвоевали аль-Катиф, захваченный португальцами; в 1547—1554 годах турецкий флот в Индийском океане не раз вступал в бой с португальцами, громил их фактории. В 1552 году турецкая эскадра отняла у португальцев сильную крепость Маскат, но в 1553 году турки были ими разбиты в Ормузском проливе, а в 1554 году — у Маската.
Две новые войны с Австрией в конце правления Сулеймана (1551—1562 и 1566—1568) не привели к сколько-нибудь значительным изменениям границ. В августе 1551 года турецкий флот овладел Триполи, вскоре вся Триполитания (совр. Ливия) подчинилась Сулейману. В 1553 году турки вторглись в Марокко, пытаясь восстановить на престоле свергнутую династию Ваттасидов и таким образом утвердить своё влияние в этой стране, однако потерпели неудачу. Поход турок в Судан (1555—1557) привёл к его подчинению Османам; в 1557 году турки захватили Массауа, главный порт Эфиопии, а к 1559 году завоевали Эритрею и полностью взяли под контроль Красное море. Таким образом, к концу своего правления султан Сулейман I, который ещё в 1538 году принял также и титул халифа, правил величайшей и сильнейшей империей в истории мусульманского мира.
18 мая 1565 года огромный турецкий флот из 180 кораблей высадил на Мальте 30-тысячную армию, однако рыцари-иоанниты, владевшие этим островом с 1530 года, отразили все штурмы. Турки потеряли до четверти армии и в сентябре вынуждены были эвакуироваться с острова.

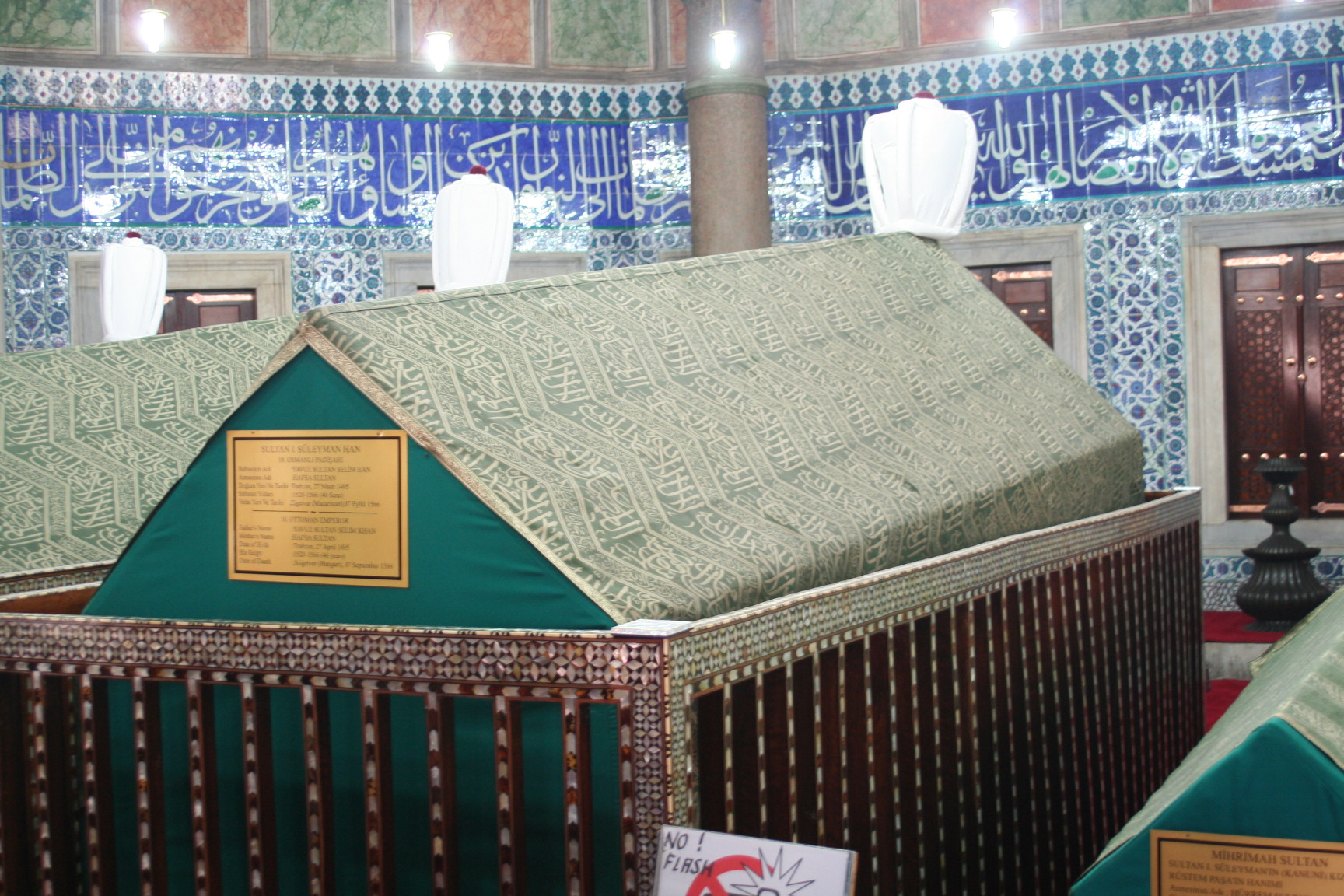
Могила Сулеймана I на кладбище мечети Сулеймание

1 мая 1566 года Сулейман I выступил в последний — тринадцатый военный поход. Войско султана 7 августа приступило к осаде Сигетвара в западной Венгрии. Сулейман I Великолепный скончался в ночь с 6 на 7 сентября в своём шатре во время осады крепости.
Тело султана было привезено в Стамбул и погребено в тюрбе на кладбище мечети Сулеймание рядом с мавзолеем любимой жены Роксоланы. По мнению историков, сердце и внутренние органы Сулеймана I были захоронены на том самом месте, где стоял его шатёр. В 1573—1577 годах по приказу сына Сулеймана и преемника Селима II здесь были воздвигнуты мавзолей, рядом с ним мечеть, дервишский монастырь и небольшая казарма. Эти строения были полностью разрушены в 1680-е годы во время Великой Турецкой войны. В 2013 году венгерский исследователь Норберт Пап из университета Печа объявил об обнаружении гробницы в районе деревни Жибот (венг. Zsibót).

### Религиозная политика
Когда Сулейман пришёл к власти, у туркоман — тюркских кочевников, как правило имевших неортодоксальные исламские взгляды, — духовными лидерами продолжали оставаться так называемые баба̀. Туркоманские баба̀ были народными шейхами-мистиками, часто воинствующими и с радикальными суфийскими взглядами. Бывшие исторически влиятельными во фронтире между христианскими и мусульманскими государствами, они продолжали, как и в былые времена, притязать на наставничество над султанами. Веруя в эзотерическую суфийскую концепцию о «велаяте» (святости), они стремились к удержанию султанов под собственным влиянием. Главный баба̀, называвшийся «Столпом Мира», считался абсолютным воплощением Бога во Вселенной, или Божественной Истиной (аль-хакк), или посланником Бога. Народные суфии верили в то, что он управляет всем в этом мире, включая султаном и его поступками. Последователи баба̀ обладали фанатичной верой во все это и не отличались верностью султану. Баба̀ без колебаний использовали все символы верховной власти — трон, корону, скипетр, а также царские титулы султана, хюнкара и шаха. Баба̀ считали, что султан был обязан советоваться с ними и получать от них благославление во всех вопросах, включая военные и политические — в противном случае на страну должно было обрушиться божественное наказание в виде поражений, природных бедствий, землетрясений, эпидемий или голода. Не только непосредственные последователи этих мистиков, но и широкие массы простолюдинов среди оседлого населения верили в баба̀ и почитали их при жизни, а после смерти баба̀ вокруг их могил возникали культы почитания и новые религиозные ордены. Это был очень важный аспект турецкой жизни в сельской местности и городках, шокировавший иностранцев и в эпоху Сулеймана, и позднее. Баба̀ и культ святых были настолько сильны в обществе, что османские султаны были вынуждены, будь то из набожности или политической потребности, разделять всеобщий энтузиазм по отношению к ним. Следуя традиции, каждый султан имел своего собственного шейха-фаворита и поддерживал — или делал вид, что поддерживает — с ним близкие отношения. Однако те из шейхов, которые принимали покровительство султанов, переходили под их патримониальный контроль. Радикальные баба̀-календери никогда не принимали султанское покровительство и оставались со своими кызылбашами («красноголовыми») в качестве воинствующих вожаков собственной паствы.
Для удовлетворения народных чаяний некоторые из османских султанов, например, Мурад I или Баязид II, принимали роль «вели» (святого, буквально «друга» Бога) в народном воображении, и населению сообщали о совершенных ими чудесах. По этой причине считалось, что султанам-вели следуют все группы общества. Временами и Сулейман упоминался в качестве «повелителя и явного, и скрытого миров». Но с принятием Исмаилом I Сефеви «велаета» (от слова «вели») — духовной власти над туркоманами в Османской империи — Сефевиды в Восточной Анатолии заполучили огромное преимущество перед Османами (о восхождении Сефевидов как политико-религиозной силы, см. Сефевидское государство#Предыстория).
В 1512—1520-х, в бытность губернатором Манисы в юные годы, Сулейман часто посещал текке (ложу) шейха тариката хальвети Мусы Муслихуддина, также известного как Меркез Эфенди, и испытывал моменты экстаза в ходе ритуалов. После того, как он стал султаном, Сулейман продолжил поддерживать близкие отношения с мистиком и назначил его проповедником стамбульской Большой мечети Айя-София. Интересно, что Джелальзаде, рациональный бюрократ и приближенный султана, не любил шейха и не скрывал своих чувств по этому поводу. Несмотря на то, что Сулейман остался верен своему старому другу Меркез Эфенди, он никогда не ассоциировал себя с эзотерическими духовными орденами.
Более того, поскольку Сулейман верил, что он сумеет восстановить мировое единство ислама посредством своего беспрецедентного могущества, он также считал, что для него императивом было обеспечение абсолютного господства исламского законодательства в своих собственных владениях. В этом деле его вдохновлял и поддерживал выдающийся османский ученый Эбуссууд, шейхульислам Османской империи (1545—1574), также известный как комментатор Корана. Сулейман сделал его своим наперсником и советником, в старости называя его «мой брат в этом и ином мирах». Эбуссууд был автором некоторых фундаментальных изменений в османских законах о земле и налогообложении, подправив их согласно принципам шариата. В тот же период претерпели значительные изменения и султанские законодательство и бюрократия. В целом этот период ознаменовался превращением Османской империи в более консервативное шариатского государство. Одним из итогов деятельности Эбуссууда стало строительство мечетей в каждом селении и принуждение сельских жителей к молению в них с целью выявления еретиков. Во имя шариата он проклял еретические секты, тем самым ещё более отдалив туркоман, которые и без того были маргинализированы в ходе социальных и политических изменений в империи.
Такие господствовавшие в среде туркоманов-юрюков — и ставшие с приходом к власти на землях к востоку от Османской империи Сефевидов более агрессивными, чем когда-либо — народные религиозные ордены (тарикаты), как календери, хайдари и бекташи, превратились в наиболее серьёзную угрозу патримониальной абсолютной власти османского султана. Под влиянием баба̀ из тариката календери, анатолийские туркоманы-юрюки и подвластное наследственным беям население придунайских пограничных территорий туркоманского происхождения подняли восстание против Сулеймана в 1527 году. При этом религиозный конфликт не был единственной причиной волнений; главным фактором выступления населения против центральной власти было социальное противоречие между кочевниками-скотоводами и оседлым населением. В правление Сулеймана экспансия зависевшего от тимариотов-сипахов земледельческого населения ускорилась за счёт пастбищ туркоманов. Результатом этого стал взрывной рост (более чем в 40 %) населения в рассматриваемый период. Следуя традициям ближневосточной имперской системы, бюрократический аппарат Сулеймана систематически поощрял и поддерживал интересы земледельцев против скотоводов в рамках определённой земледельческой организации (системы чифт-ханэ) и демонстрировал энергичную идеологическую и военную реакцию, направленную против туркоманских повстанцев.
Своей религиозной политикой Сулейман задал новое направление, заключавшемся в политике пуританского суннизма, и при помощи своих шейхульисламов — сперва Кемальпашазаде, а затем Эбуссууда, стремился преобразить основные османские государственные учреждения в соответствии с принципами шариата исламской религии. Таким образом, в его правление османское государство, оставив в прошлом исторически развившийся эклектичный характер фронтирного бейлики, превратилось в достойного преемника классического исламского Халифата в своей политике, учреждениях и культуре.

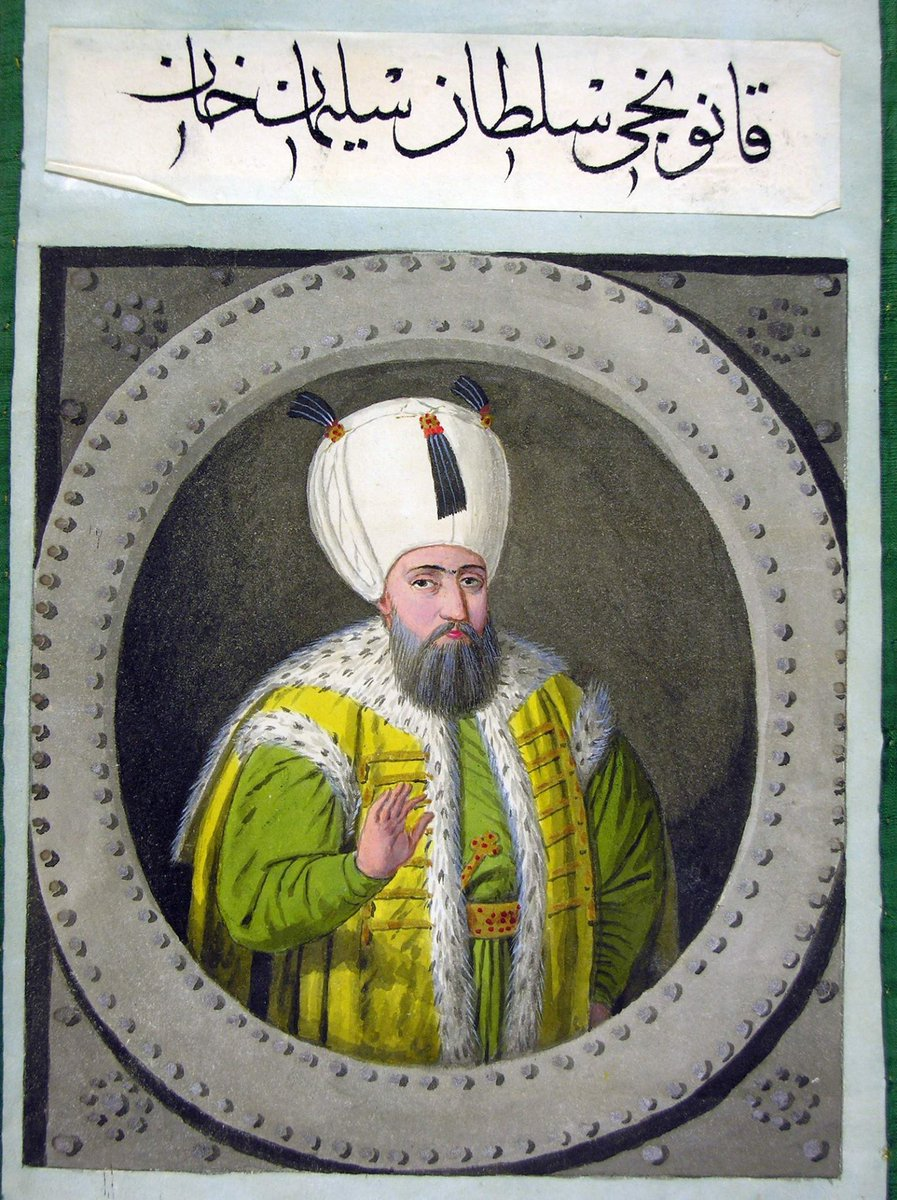
Портрет турецкого султана Сулеймана I

## Личная жизнь
Первая наложница, родившая Сулейману сына, — Фюлане. Эта наложница родила в 1512 году сына Махмуда, который умер во время эпидемии оспы 29 ноября 1521 года. В жизни султана она не сыграла практически никакой роли, умерла в 1550 году.
Вторую наложницу звали Гюльфем-хатун. В 1513 году она родила султану сына Мурада, который тоже умер от оспы в 1521 году. Гюльфем была отлучена от султана и больше детей не имела, однако долгое время оставалась султану верным другом. Гюльфем задушили по приказу Сулеймана в 1562 году.
Третьей наложницей султана была Махидевран-султан, также известна как Гюльбахар («Весенняя роза»), предположительно черкешенка. Махидевран была матерью Мустафы (1515—1553). Он был весьма популярен в народе. В 1553 году в ходе войны против персов Мустафа был казнён по обвинению в заговоре. Махидевран была выслана в Бурсу, где и умерла в 1580/1581 году. Она была похоронена рядом с сыном в мавзолее шехзаде Мустафы в Бурсе.

С любимой женой — Роксоланой. Худ. Антон Хикель

Четвёртой фавориткой и единственной наложницей Сулеймана, с которой в 1534 году он заключил официальный брак, стала Хюррем-султан. В Европе она стала известна как Роксолана. Достоверных данных об имени девушки до попадания в гарем нет, однако в большинстве источников её называют Александра либо Анастасия Лисовская. Также неизвестно её точное происхождение, однако известно, что она была славянкой, захваченной татарами при набеге на территории, находящиеся сейчас на западе Украины, а в то время относившиеся к Королевству Польскому либо Великому княжеству Литовскому, также упоминаются варианты, что она была захвачена в Крыму. Венецианский посол Бернардо Наваджеро называл Хюррем русской: «[donna] … di nazione russa», другой венецианский посол — Джованни Баттиста Тревизано — называл её «султаншей из Руси»: «Sultana, ch’è di Russia», венецианский военачальник Маркантонио Брагадин также называл Хюррем русской: «donna di nazion russa».
В 1521 году у Хюррем и Сулеймана родился сын Мехмед, в 1522 году — дочь Михримах, в 1523 году — сын Абдулла, а в 1524 году — Селим. В 1525 году у них родился сын Баязид, но в том же году скончался Абдулла. В 1531 году Роксолана родила султану сына Джихангира.
Ставленником Роксоланы на посту великого визиря был Рустем-паша (1544—1553 и 1555—1561), за которого она выдала замуж свою 17-летнюю дочь Михримах. Слухи и спекуляции того времени гласили, что к концу правления Сулеймана I борьба за трон между его сыновьями стала очевидной. Мустафа был казнён; несколько дней спустя был также казнён семилетний сын Мустафы, Мехмед. Неизвестно, действительно ли Мустафа собирался свергнуть султана или же его оговорили.
Наследником престола стал Селим, сын Роксоланы; однако после её смерти (1558 год) поднял мятеж другой сын Сулеймана от Роксоланы — Баязид (1559 год). Он был разбит своим братом Селимом в сражении при Конье в мае 1559 года и попытался укрыться в сефевидском Иране, но шах Тахмасп I выдал его отцу за 400 тыс. золотых, и Баязид был казнён (1561 год). Были убиты также пятеро сыновей Баязида (младшему из них было три года).

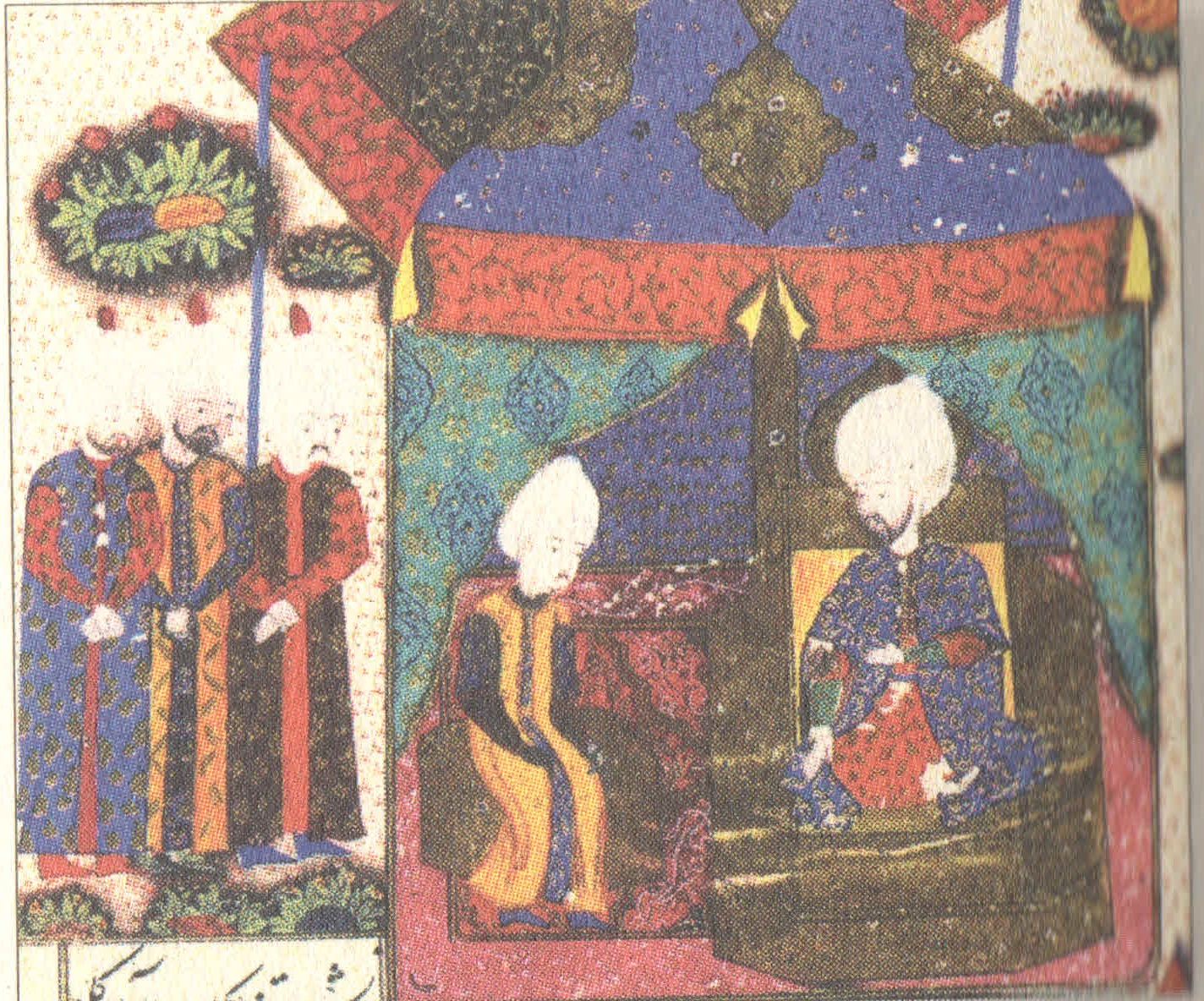
Шехзаде Баязид в шатре отца во время третьей иранской кампании. Миниатюра

Существует версия о том, что у Сулеймана была ещё одна дочь, пережившая младенчество, — Разие-султан. Была ли она кровной дочерью султана Сулеймана, и кто её мать — доподлинно неизвестно; историк Чагатай Улучай предполагает, что её матерью была Махидевран. Косвенным подтверждением существования Разие может служить то, что есть захоронение в тюрбе Яхьи-эфенди с надписью «Беззаботная Разие Султан, кровная дочь Кануни Султана Сулеймана и духовная дочь Яхьи Эфенди».
Энтони Алдерсон пишет о том, что у Сулеймана I было ещё две дочери помимо Михримах, одна из которых достигла зрелости и даже была выдана замуж, а другая скончалась в 1521 году.

## В культуре
- В 2003 году в Турции был снят мини-сериал «Хюррем Султан».
- В 1996—2003 гг. выходил на экраны украинский сериал «Роксолана». Роль султана Сулеймана исполнил Анатолий Хостикоев.
- В 2011—2014 гг. выходил на экраны турецкий сериал «Великолепный век». Роль султана сыграл известный актёр Халит Эргенч.
- В 2022 г. выходил на экраны американский сериал «Королева змей». Роль султана сыграл турецкий актёр Мемет Али Алабора.
- В фильме «Три тысячи лет желаний» (2022) Сулеймана сыграл Лейчи Халм.
- Роман Бертрис Смолл «Гарем» (1978).
- Эпизодически появляется в видеоигре «Assassin’s Creed: Revelations» (2011), друг главного протагониста Эцио Аудиторе да Фиренце.
- Султан Сулейман является лидером Османской империи в компьютерных стратегических играх Sid Meier’s Civilization IV: Beyond the Sword, Sid Meier’s Civilization V, Sid Meier’s Civilization VI: Gathering Storm и Age of Empires III.

## Галерея

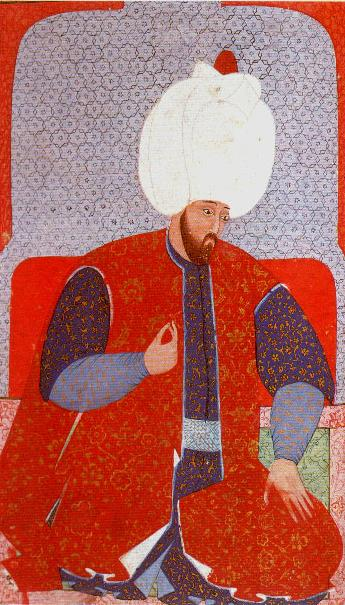
Сулейман I в молодости
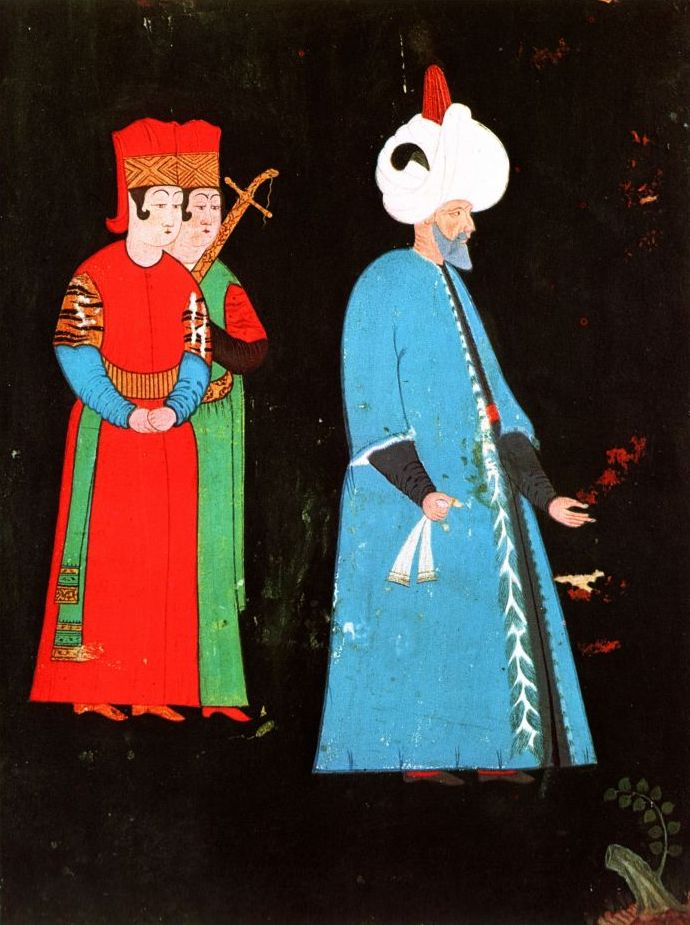
Миниатюра, изображающая престарелого Сулеймана I, за которым следует личная охрана султана
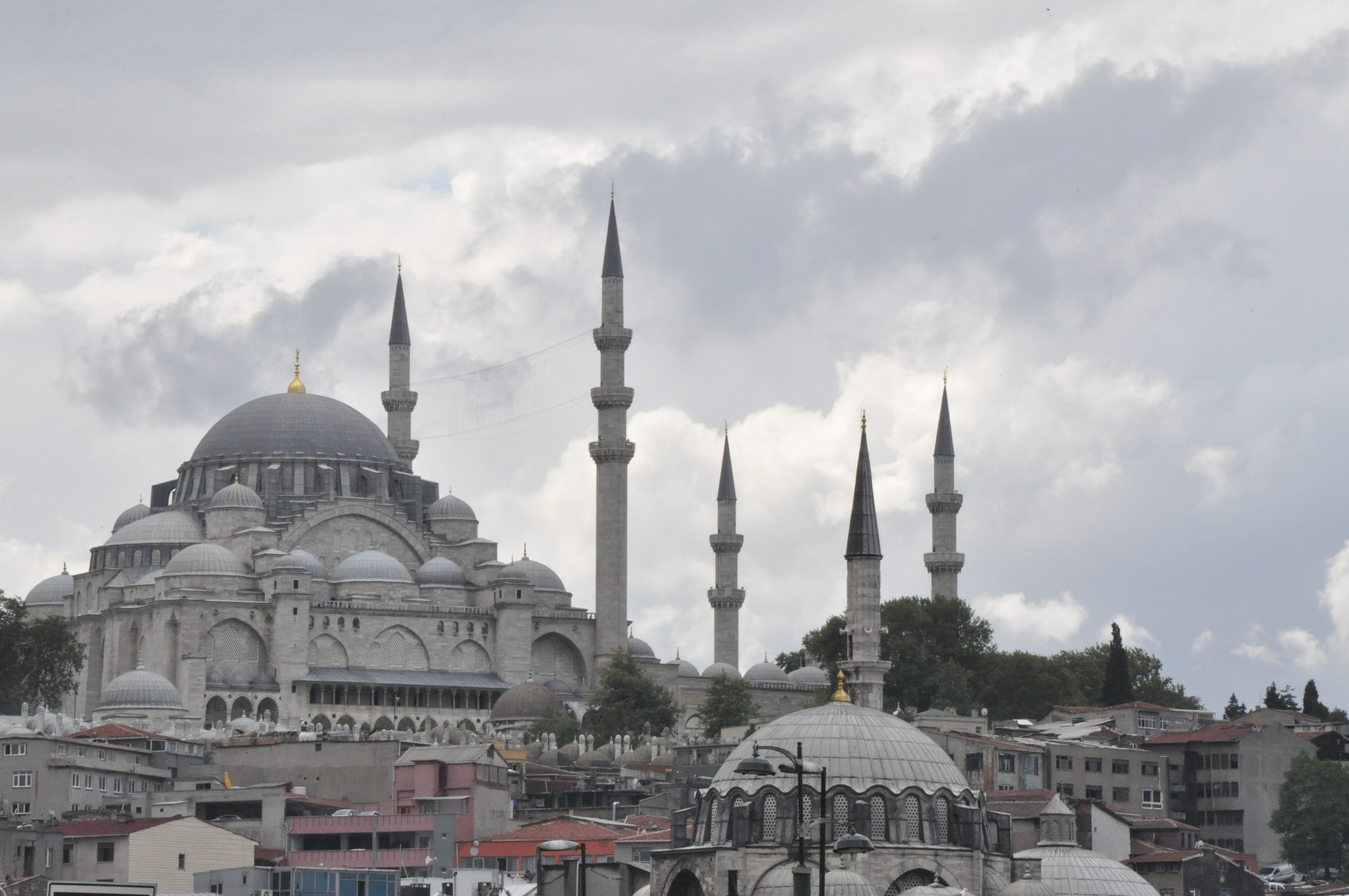
Мечеть Сулеймание в Стамбуле, построенная Синаном
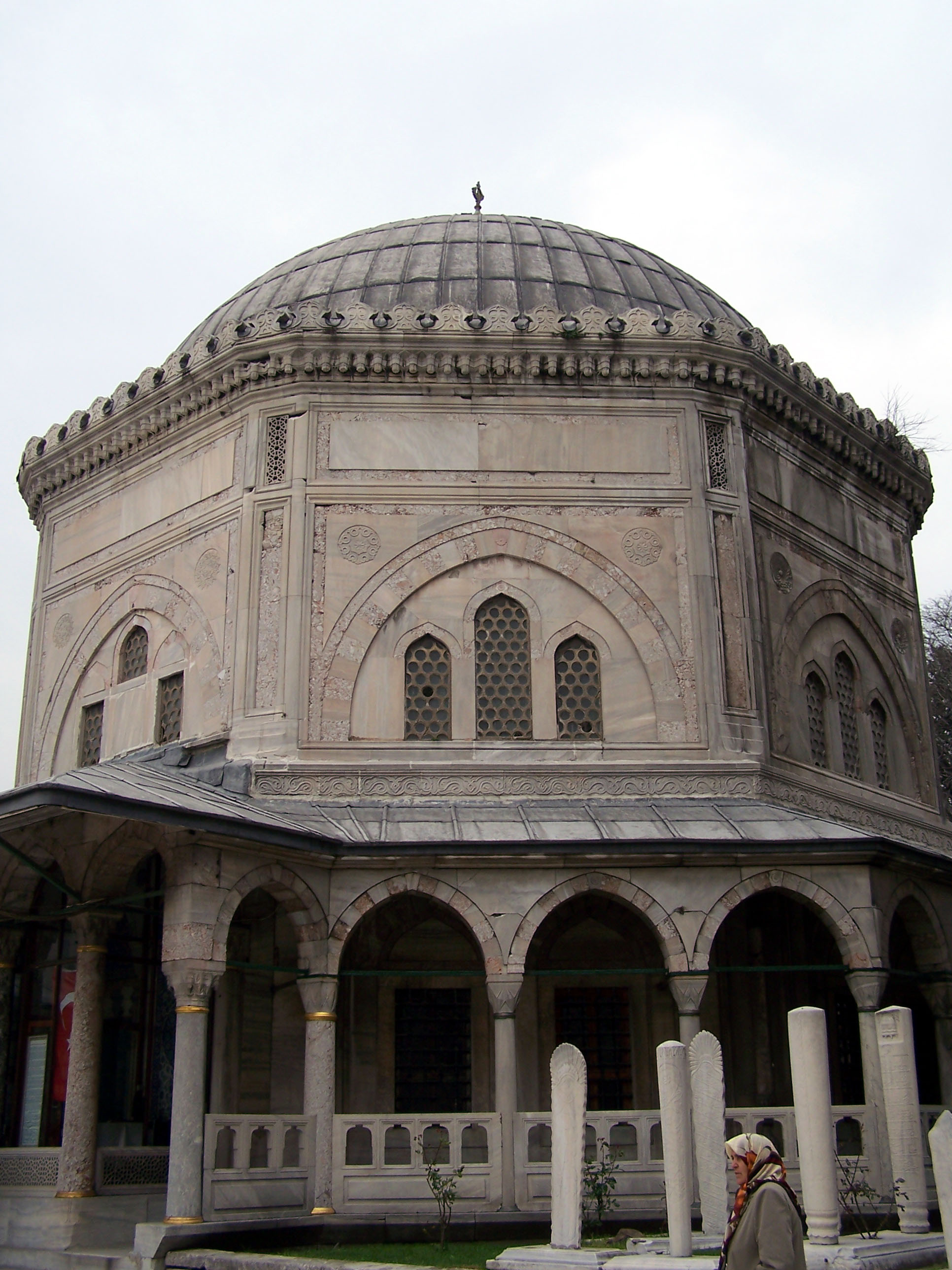
Тюрбе Сулеймана I возле мечети Сулеймание